# Guillaume Barlais
Guillaume Barlais, mort vers 1305, est un chevalier du royaume de Jérusalem. Il est possiblement le fils d'Amaury Barlais, baron du royaume de Chypre, et de son épouse Agnès Mazoir.
En 1277 ou 1278, il devient seigneur de Beyrouth de jure uxoris à la suite de son mariage avec Isabelle d'Ibelin, dame de Beyrouth. Celle-ci a déjà épousé lors de noces précédentes Hugues II roi de Chypre, Hamo Létrange et Nicolas l'Aleman, seigneur de Césarée, mais n'a aucun enfant de ses quatre maris.
Devenu veuf en 1282, la seigneurie de Beyrouth passe alors à la sœur d'Isabelle, Echive d'Ibelin. Guillaume épouse ensuite en secondes Alix de Mandelée, fille de Guillaume de Mandelée, seigneur de Scandalion, avec qui il a une fille :
- Agnès Barlais, qui épouse Jean d'Antioche, fils de Balian, grâce à une dispense du 3 mars 1304 du pape Benedict IX.

Guillaume meurt vers 1305 et sa veuve épouse en secondes noces Agne de Bethsan, lieutenant du royaume de Chypre en 1309.